# 镶形觿茅
镶形觿茅（学名：Dimeria falcata），又名镰形觿茅，为禾本科觿茅属下的一个种。它與台湾觿茅甚爲相似，主要區別為镰形觿茅的花序軸邊緣的纖毛沒有後者那麽細長。